# Clara d'ou

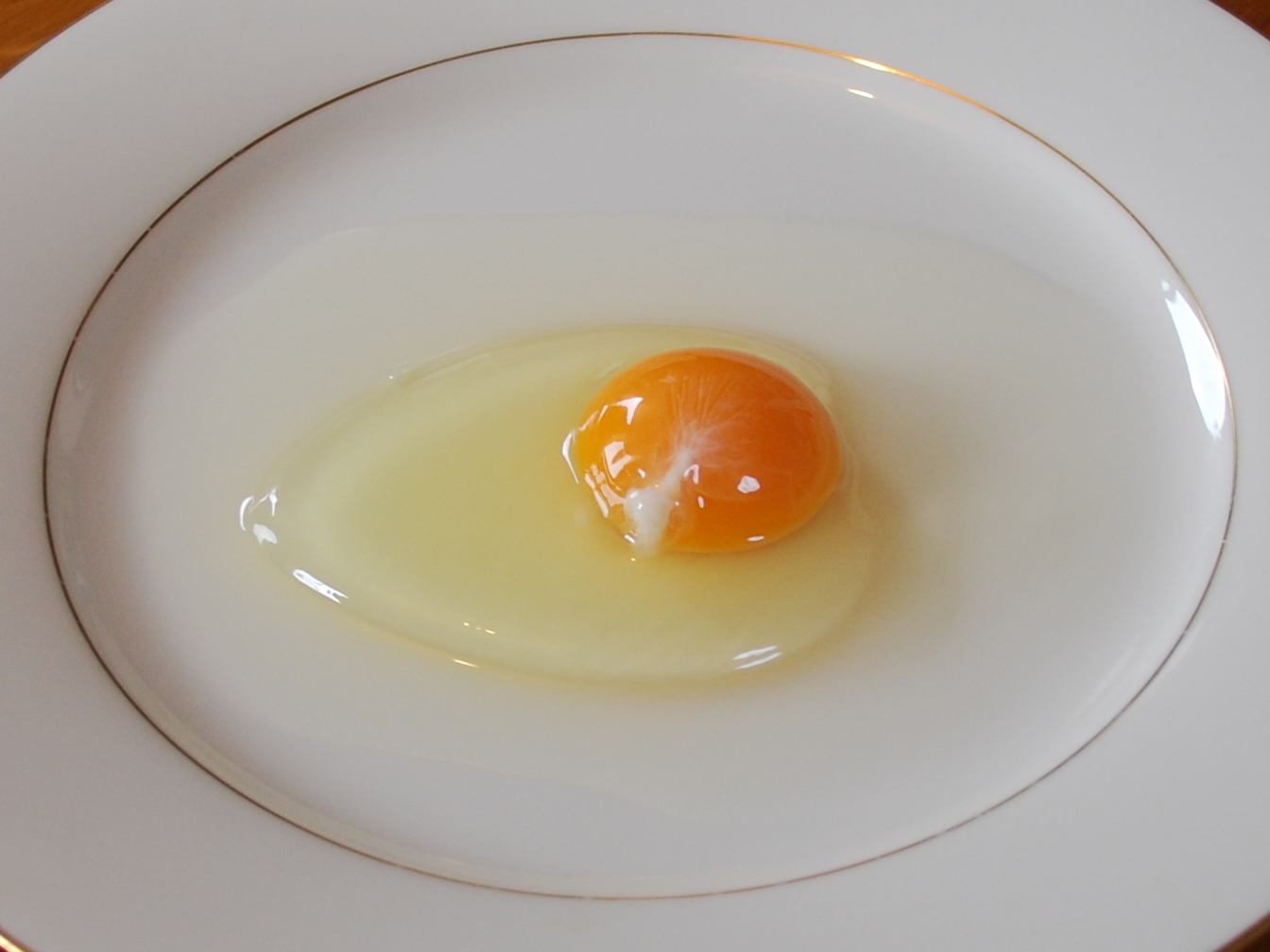
Un rovell d'ou envoltat per la clara.

La clara d'ou o blanc d'ou (blanc de l'ou) és la part de l'ou, gairebé incolora, que envolta el rovell. En l'ou de gallina la clara és formada de les capes de secrecions de la secció anterior de l'oviducte de les gallines durant el pas de l'ou. La clara es forma entorn del rovell dels ous siguin fertilitzats o no. És composta aproximadament de 10% de proteïnes dissoltes en aigua. La seva funció principal és protegir el rovell d'ou i proporcionar nutrició addicional per al creixement de l'embrió, puix que és rica en proteïnes i gairebé no conté greix, al contrari del rovell que en té molt. Amb les clares es fan moltes preparacions culinàries com per exemple les mousses.

## Composició
La clara d'ou constitueix unes dues terceres parts del total del pes de l'ou exceptuant-ne la closca, i aproximadament 92% d'aquest pes és aigua. La resta prové de les proteïnes, traces de minerals, greix, vitamines i glucosa. Un ou de 32 grams de pes tindria en la clara 4,7 grams de proteïna, 0,3 grams de carbohidrats i 62 mil·ligrams de sodi. Aquest tipus d'ous tindiren en la clara una energia alimentària d'unes 20 kilocalories i sense colesterol. La clara d'ou conté unes 40 proteïnes diferents. A sota n'hi ha una llista.
- 54% Ovoalbúmina
- 12% Ovotransferrina
- 11% Ovomucoida
- 4% Ovoglobulina G2
- 4% Ovoglobulina G3
- 3,5% Ovomucina
- 3,4% Lisozim
- 1,5% Ovoinhibidor
- 1% Ovoglucoproteïna
- 0,8% Flavoproteïna
- 0,5% Ovomacroglobulina
- 0,05% Avidina
- 0,05% Cistatina

(Total enumerat 95,8%)

## Clara muntada

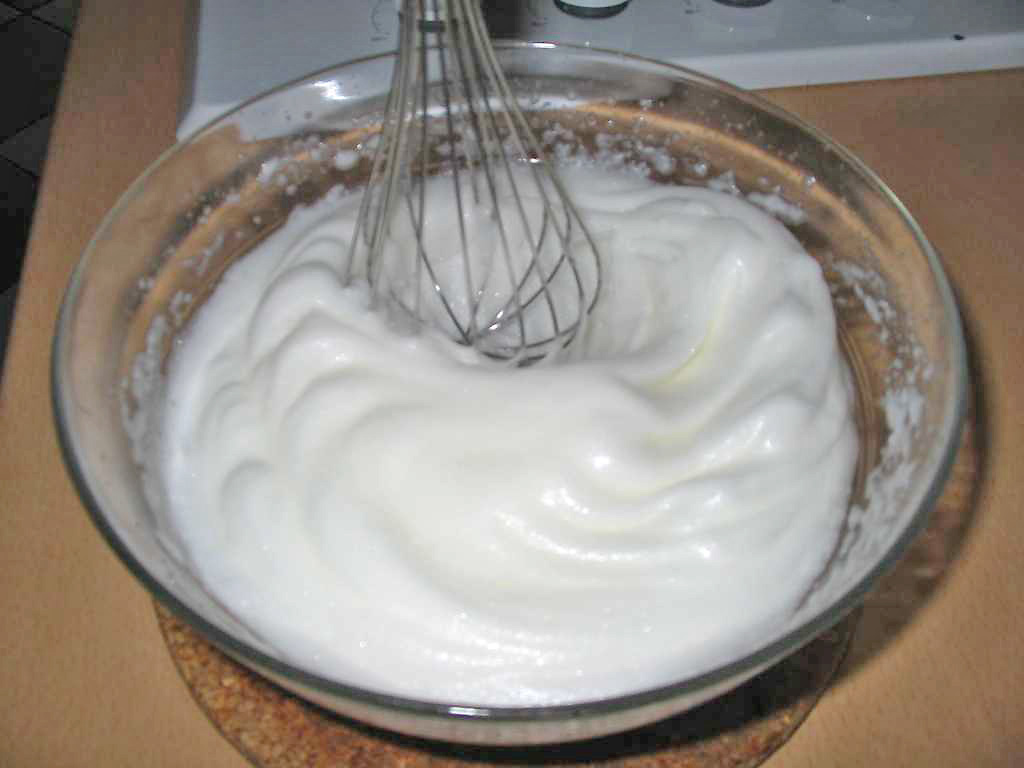
Clares muntades

En batre les clares d'ou es forma una escuma. Amb l'acció de batre d'una banda es desnaturalitzen les proteïnes per desnaturalització química de l'altra banda s'incorpora aire i amb l'aigua present de manera natural es fan molts enllaços entre proteïnes i es passa a formar-se una escuma. Això passa pel fet que alguns aminoàcids de les proteïnes són hidròfils i altres hidròfobs i hi ha una coagulació. Si les clares no es munten pot ser per tenir petites quantitats de greix ja sigui d'oli de cuina o de parts del rovell.

## Aspecte sanitari
Hi ha casos d'al·lèrgia a l'ou i, per tant, també a la clara, situació més freqüent en infants menors de cinc anys. Les reaccions al·lèrgiques a la clara són més comunes que al rovell. A més de la veritable al·lèrgia algunes persones experimenten intolerància a les clares d'ou.
A més es poden produir diverses toxoinfeccions alimentàries majoritàriament per bacteris del gènere Salmonella, especialment per Salmonella Enteritidis.